# محوطه ۱۹ کیا آ
محوطه ۱۹ کیا A مربوط به دوران‌های تاریخی پس از اسلام است و در شهرستان املش، بخش رانکوه، روستای کجید واقع شده و این اثر در تاریخ ۲ آبان ۱۳۸۲ با شمارهٔ ثبت ۱۰۶۲۰ به‌عنوان یکی از آثار ملی ایران به ثبت رسیده است.